# Liste de ponts de l'Aisne
Cet article recense de manière non exhaustive, les ponts de l'Aisne, c'est-à-dire les ponts situés dans le département de l'Aisne. 

## Grands ponts
Les ouvrages de longueur totale supérieure à 100 m du département de l’Aisne sont classés ci-après par gestionnaires de voies.

## Ponts présentant un intérêt architectural ou historique
Les ponts de l’Aisne inscrits à l’inventaire national des monuments historiques sont recensés ci-après.
- Ponts Bernard - Breny et Armentières-sur-Ourcq - Transition XVIIe et XVIIIe siècles, peut-être avant
- Pont Saint-Nicolas - Château-Thierry - XIIe siècle ; XIIIe siècle ; XVIe siècle ; XVIIIe siècle ; XXe siècle
- Pont - Laon - XXe siècle

Pont Eiffel